# Silke Gladisch-Möller
Silke Gladisch-Möller, född 20 juni 1964 i Stralsund, är en före detta östtysk och senare tysk friidrottare (kortdistanslöpare) som vunnit flera VM-guld. Hennes resultat är dock ifrågasatta då hon finns med på en lista från Stasis arkiv över östtyska friidrottare som ingått i det statsorganiserade dopningsprogrammet; detta offentliggjort efter Tysklands enande.

## Idrottskarriär
Gladisch-Möller är en av de mest framgångsrika sprintrarna genom historien och hon var bland annat med i det östtyska lag som slog världsrekord på 4 x 100 meter. Gladisch-Möller lyckades vid VM i Rom 1987 vinna VM-guld på både 100 och 200 meter. Hennes segertid på 200 meter 21,74 räknas fortfarande som mästerskapsrekord (juli 07). 
1992 drogs Gladisch-Möller in i den dopingskandal som det östtyska laget genomgick men IAAF friade henne till sist efter att först ha stängt av henne i två år. Innan OS 1992 valde Gladisch-Möller att avsluta sin karriär. Fakta är dock att hon tävlade i en tid då östtyska idrottare ingick i ett dopningsprogram (från mitten av 1970-talet statsorganiserat) varför hennes resultat fortsatt är starkt ifrågasatta. Hon finns dessutom med på en lista över dopade friidrottare från östtyska Stasis arkiv som offentliggjorts.

## Personliga rekord
- 100 meter - 10,86
- 200 meter - 21,74